# Алгоритм сортировочной станции
Алгоритм сортировочной станции — способ разбора математических выражений, представленных в инфиксной нотации. Может быть использован для получения вывода в виде обратной польской нотации или в виде абстрактного синтаксического дерева. Алгоритм предложен Эдсгером Дейкстрой и назван им «алгоритм сортировочной станции», поскольку напоминает действие железнодорожной сортировочной станции.
Так же, как и вычисление значений выражений в обратной польской записи, алгоритм работает при помощи стека. Инфиксная запись математических выражений чаще всего используется людьми, её примеры: 2+4 и 3+6*(3-2). Для преобразования в обратную польскую нотацию используется 2 строки: входная и выходная, и стек для хранения операторов, ещё не добавленных в выходную очередь. При преобразовании алгоритм считывает 1 символ и производит действия, зависящие от данного символа.

## Алгоритм
- Пока не все токены обработаны:

- Прочитать токен.

Иллюстрация алгоритма сортировочной станции

- Если токен — число, то добавить его в очередь вывода.
- Если токен — функция, то поместить его в стек.
- Если токен — разделитель аргументов функции (например, запятая):

- Пока токен на вершине стека не открывающая скобка:
  - Переложить оператор из стека в выходную очередь.
  - Если стек закончился до того, как был встречен токен открывающая скобка, то в выражении пропущен разделитель аргументов функции (запятая), либо пропущена открывающая скобка.

- Если токен — оператор op1, то:

- Пока присутствует на вершине стека токен оператор op2, чей приоритет выше или равен приоритету op1, и при равенстве приоритетов op1 является левоассоциативным:
  - Переложить op2 из стека в выходную очередь;

- Положить op1 в стек.

- Если токен — открывающая скобка, то положить его в стек.
- Если токен — закрывающая скобка:

- Пока токен на вершине стека не открывающая скобка
  - Переложить оператор из стека в выходную очередь.
  - Если стек закончился до того, как был встречен токен открывающая скобка, то в выражении пропущена скобка.

- Выкинуть открывающую скобку из стека, но не добавлять в очередь вывода.
- Если токен на вершине стека — функция, переложить её в выходную очередь.

- Если больше не осталось токенов на входе:

- Пока есть токены операторы в стеке:

- Если токен оператор на вершине стека — открывающая скобка, то в выражении пропущена скобка.
- Переложить оператор из стека в выходную очередь.

- Конец.

Каждый токен-число, функция или оператор выводится только один раз, а также каждый токен-функция, оператор или круглая скобка будет добавлен и удалён из стека по одному разу. Постоянное количество операций на токен, линейная сложность алгоритма O(n).